# Kamal Mustafa
Kamal Mustafa, född 22 juli 1991, är en svensk fotbollsspelare (mittfältare) som spelar för Angered BK.

## Karriär
Mustafas moderklubb är Gunnilse IS. Som 13-åring gick Mustafa till IFK Göteborg, som han tillhörde mellan 2004 och 2011. Han debuterade i IFK Göteborgs A-lag säsongen 2008 då han spelade en träningsmatch, fortfarande under u-lagskontrakt. Säsongen 2009 debuterade han i Allsvenskan men säsongen 2010/2011 blev spolierad på grund av en korsbandsskada. 2010 skrev han på ett kontrakt med IFK Göteborgs A-lag. Mustafa skrev i mars 2012 på för division 1-klubben Qviding FIF.
I augusti 2017 värvades Mustafa av Syrianska FC. I januari 2018 värvades Mustafa av Utsiktens BK, där han skrev på ett ettårskontrakt med option på ytterligare ett år. I december 2018 skrev Mustafa på för IK Oddevold. I juni 2020 gick han till Assyriska BK.
Efter att inte spelat under 2022 blev Mustafa inför säsongen 2023 klar för division 3-klubben Angered BK.